# André Lecoq
André Lecoq était un carrossier français et restaurateur d'automobiles anciennes, fondateur de la Carrosserie Lecoq. Il était notamment connu pour son travail de restauration sur des voitures de collection.

## Biographie
André Lecoq est né le 23 avril 1929 à Paris dans le 15e arrondissement, de parents bretons originaires de Carentoir, et décédé le 13 décembre 2012 à Courbevoie dans les Hauts-de-Seine. Il est connu et reconnu comme l'un des plus grands carrossiers français, notamment pour ses restaurations de voitures de collection.
André Lecoq était connu pour sa passion de l'automobile mais aussi de l'accordéon, dont il commença à jouer à l'âge de 18 ans. Il emmenait son instrument dans tous ses déplacements en France, ou aux États-Unis au Pebble Beach Concours d'Elegance. Il a obtenu la médaille d'or de la Bogue d'or de Redon.
Figure complexe, André Lecoq était également partisan des idées de l'extrême-droite. Il était par exemple un proche de la famille Le Pen, présente notamment aux obsèques de son épouse en 2008 à Bailleval. Il possédait d'ailleurs dans son « Domaine de Béthencourt » bon nombre d'attributs faisant référence à l'Allemagne nazie et à la race aryenne. Ceux-ci furent dispersés à sa mort et gardés secrets.

## Carrosserie Lecoq

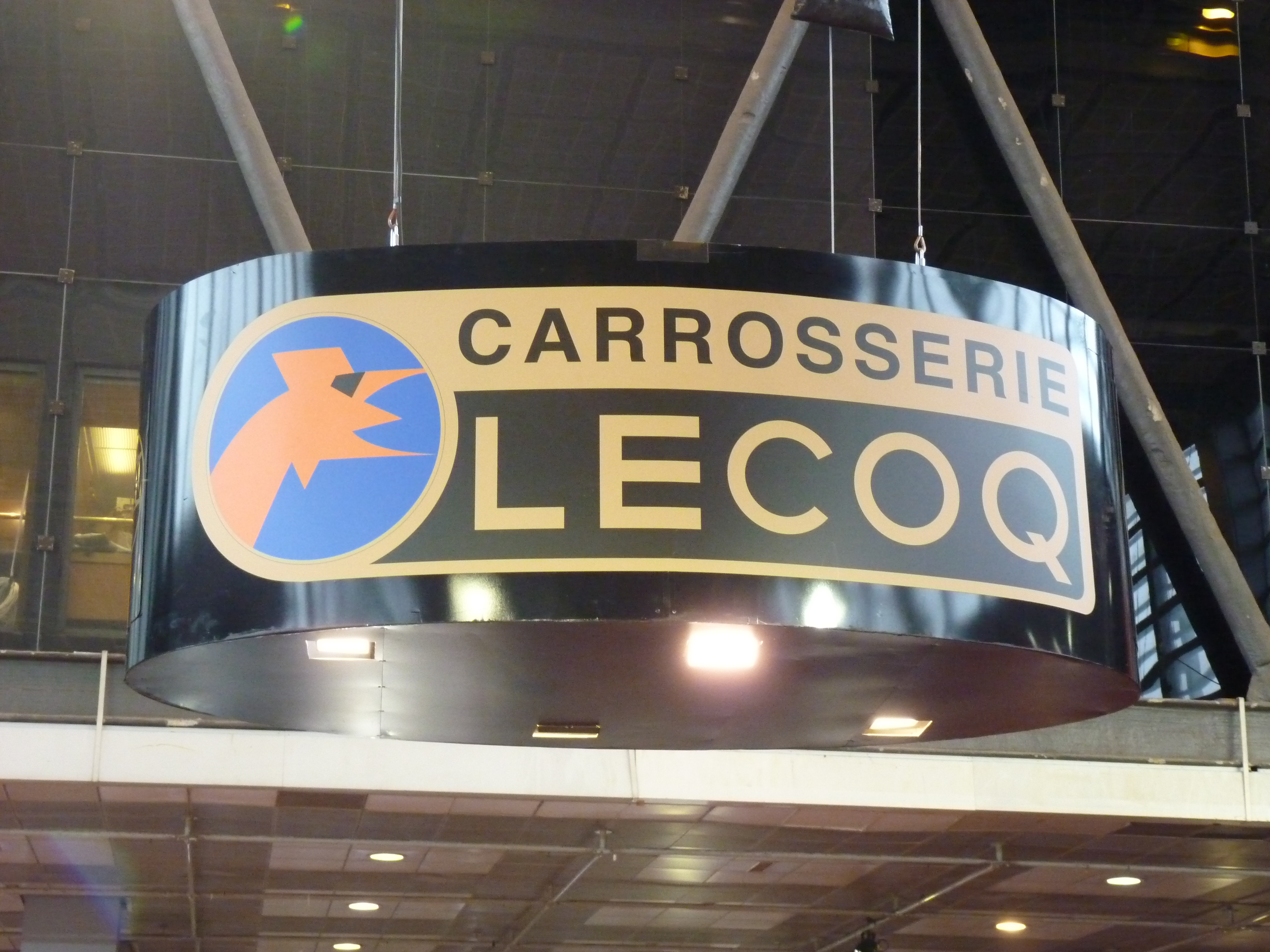
Carrosserie Lecoq à Rétromobile 2018.

En 1943, à l'âge de 14 ans, André Lecoq entre à l'usine Simca de Nanterre puis à celle de Poissy comme apprenti tôlier-formeur, où il façonne et ajuste les tôles de pavillon pour l'Aronde. Avec l'arrivée des carrosseries en polyester, André Lecoq se spécialise dans les réparations de ces carrosseries.
En 1963, il crée la « Carrosserie Lecoq » et s'installe rue Blanqui à Saint-Ouen, en Seine-Saint-Denis dans le petit atelier de son père. Il fut le premier restaurateur de carrosserie de France. Spécialiste des carrosseries polyester, il travaille d'abord pour Alpine puis pour Deutsch-Bonnet et à la fin des années 1960, il déménage pour un plus grand atelier rue Charles-Schmidt, toujours à Saint-Ouen.
Au début des années 1970, Matra Automobiles lui confie toutes ses réparations de polyester, puis lui envoie ses clients pour des restaurations. C'est à cette époque que Matra Automobiles lui offre son panonceau à l'effigie du "coq gaulois" qui deviendra l'emblème de la carrosserie Lecoq.
Toujours début des années 1970, Adrien Maeght, collectionneur d'automobiles et propriétaire d'une galerie d'art à Paris, lui achète une Volkswagen Schwimmwagen en mauvais état et lui demande de la restaurer. Impressionné par le résultat de la restauration, Adrien Maeght confie alors à l’atelier Lecoq une Hispano-Suiza à restaurer, puis d’autres voitures de sa collection personnelle. C'est le début de la reconnaissance de la carrosserie Lecoq qui va forger son destin dans la restauration d'automobiles de collection. Il devient alors le carrossier privilégié de Franco-Britannic, l'importateur des Bentley, Rolls-Royce et Jaguar de l'époque, et de Ferrari-France qui lui confient leurs luxueux modèles.

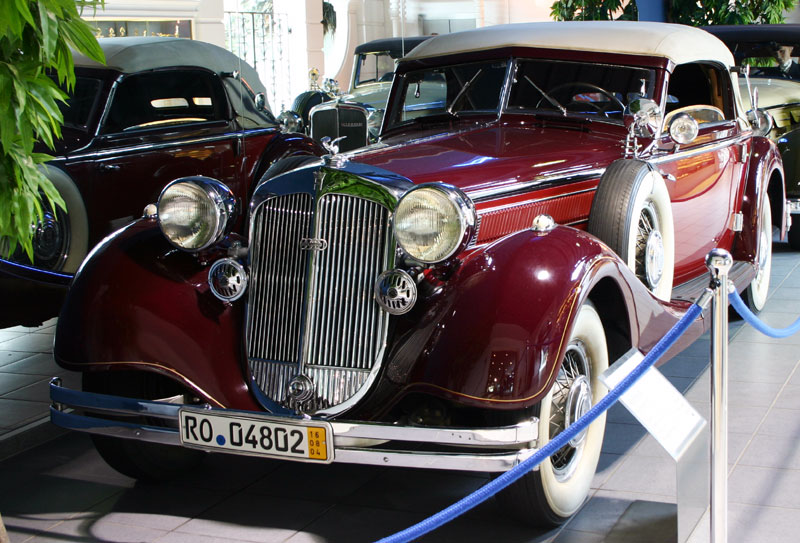
Horch 853 Sport Cabriolet de 1938.

André Lecoq s'oriente alors dans la restauration des véhicules de luxe d'avant guerre : Bugatti, Delage, Delahaye, Packard ou Hispano-Suiza. Il acquiert une réputation dans le monde de la voiture de collection au fur et à mesure des rassemblements et concours d’élégance auxquels il participe. 
En 1975, il achète un vétuste cabriolet Horch 853 A de 1939, produit à 950 exemplaires, à un gendarme français. Il le fait restaurer dans son atelier pour le présenter à divers rallyes de voitures anciennes, comme à Chantilly où il a remporté de prestigieux trophées. Le niveau de restauration de sa Horch est tel qu'il attire de nouveaux clients pour faire restaurer leur véhicule, et confirme ainsi la réputation de la carrosserie Lecoq. La Horch d’André Lecoq devient ainsi la vitrine du savoir-faire de l’entreprise.

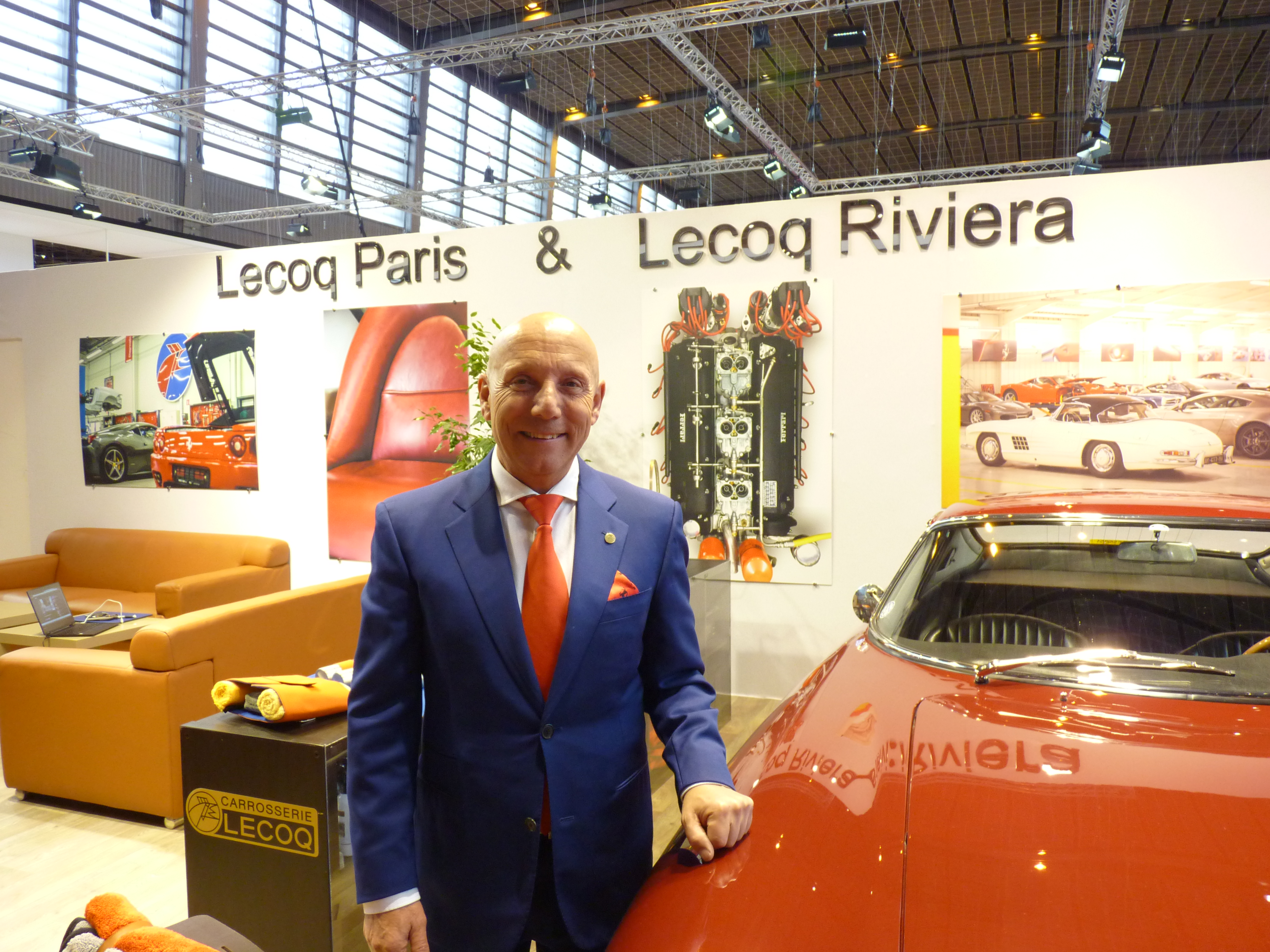
Max Alunni - Carrosserie Lecoq.

Reconnu comme "LA" référence, de la carrosserie et doté d'une solide réputation dans la restauration de voitures de collection, il est surnommé « le Chanel de la restauration d'automobiles ».
En 2002, André Lecoq a confié la direction de sa carrosserie à Max Alunni, puis en novembre 2006 il a cédé sa célèbre entreprise de carrosserie automobile au groupe Albax géré par Max Alunni, et son fils Thomas qui est directeur-adjoint de la carrosserie Lecoq.
En 2011, la carrosserie Lecoq prend ses quartiers dans ses nouveaux ateliers de Bezons (Val d'Oise) sur un site de 7 000 m2 dont 3 500 m2 d'atelier, sous la direction de Jean-Luc Bois.

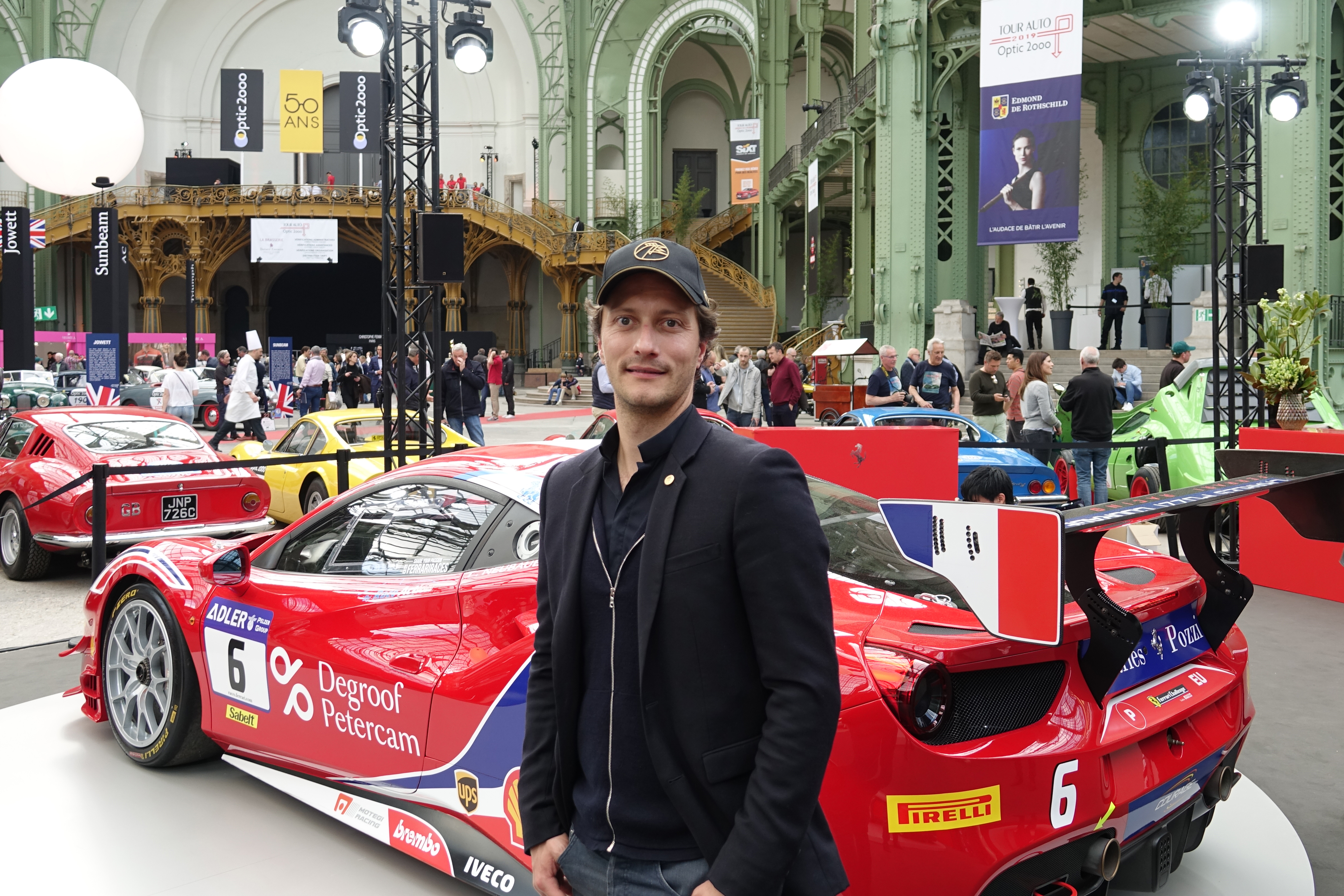
Thomas Alunni au Tour Auto 2019

En 2015, Tesla remet à la carrosserie Lecoq l’unique agrément « Tesla carrosserie » de France.
À partir du mois d'août 2015, une seconde carrosserie ouvre ses portes à Mandelieu-la-Napoule en Provence-Alpes-Côte d'Azur près de Cannes, nommée « Carrosserie Lecoq Riviera », dirigée par Thomas Alunni. Elle comprend un atelier de carrosserie destiné à la restauration de 750 m2, ainsi qu'un atelier de carrosserie moderne de 1 600 m2, destiné aux véhicules haut de gamme. En mars 2018, à 34 ans, Max Alunni devient directeur des entreprises Lecoq de Bezons et Mandelieu-la-Napoule.

## La Collection Lecoq
Au cours de sa carrière, André Lecoq a constitué une collection de voitures prestigieuses qu'il expose dans un salon privé de son château de Béthencourt, ainsi qu'une collection de véhicules et d'objets militaires mis en scène dans une dépendance, avec ses récompenses et trophées gagnés lors de concours et expositions. À sa mort, quatorze de ses véhicules d'exception sont vendus aux enchères le 10 juin 2013, à Paris, lors de la vente no 2366 « Automobile sur les Champs 5» par Artcurial, ainsi que ses trophées et coupes, ses médailles et les plaques émaillées qui ornaient son musée privé. Suivant ses volontés, une partie des bénéfices de la vente est reversée à la Société protectrice des animaux.

### Les automobiles de la Collection Lecoq
Liste des automobiles collectionnées par André Lecoq et vendues aux enchères : 
| Année | Marque              | Modèle                                         | N° Châssis  | N° Moteur     | Vendue aux enchères | N° de lot |
| ----- | ------------------- | ---------------------------------------------- | ----------- | ------------- | ------------------- | --------- |
| 1908  | Renault             | AX Phaeton                                     |             | 2779          | 60 166 €            | 224       |
| 1929  | Austin              | Seven Torpedo                                  | 102256      | MI04633       | 19 253 €            | 215       |
| 1934  | Packard             | 1108 Twelve Limousine                          | 734230      |               | 114 315 €           | 220       |
| 1934  | Ford                | V8-40 Torpedo Le Baron                         | 85473555    | 18GF2530      | 52 946 €            | 213       |
| 1935  | SS                  | One Tourer                                     | 248687      | 248687        | 186 515 €           | 217       |
| 1935  | Renault Nervastella | Grand Sport Cabriolet                          | 709953      |               | 255 060 €           | 222       |
| 1935  | Fiat                | 508 S Balilla Spider Sport Ligne "Coppa D'Oro" | 13283       | 863885        | 96 266 €            | 223       |
| 1936  | Packard             | Super Eight Cabriolet                          | 14TH959-268 | 959268        | 219 004 €           | 219       |
| 1938  | Bugatti             | Type 57 Coach Ventoux                          | 57704       | 503           | 523 444 €           | 212       |
| 1938  | BMW                 | 327/328 Cabriolet                              | 73713       | 85427         | 227 427 €           | 214       |
| 1939  | Horch               | 853 A Cabriolet                                | 854320A     | 852078        | 685 892 €           | 216       |
| 1939  | Mercedes-Benz       | Type 320/340 Cabriolet B Usine                 | 434963      | 10142029319   | 283 984 €           | 218       |
| 1947  | Delahaye            | 135 MS Coach Chapron                           | 800581      | 800581        | 174 481 €           | 221       |
| 1954  | MG                  | TF 1250 Roadster                               | HDC 46/1428 | XPAG/TF/31543 | 35 498 €            | 211       |

## Événements

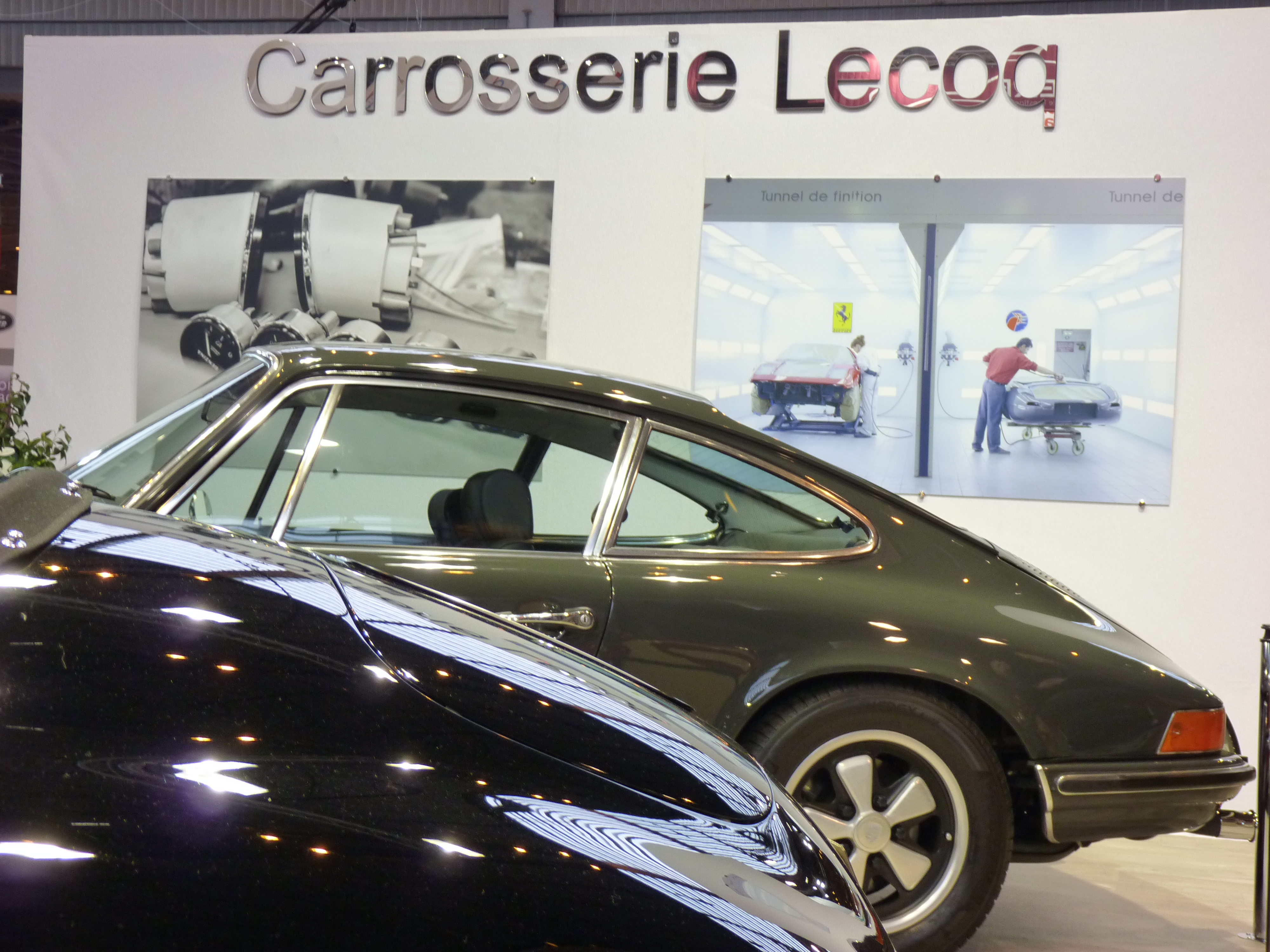

En 1989, le carrossier s'associe au pilote automobile Jean-Pierre Beltoise et au milliardaire Hervé Ogliastro, un des grands collectionneurs français et ancien propriétaire de Rétromobile, pour fonder le « Centre International l'Automobile de Pantin » (CIA), rue Estienne-d'Orves. Le musée est inauguré le 3 décembre 1989 sur l'ancien site des "Ateliers de la Motobécane". André Lecoq va restaurer une ancienne Motobécane MB1 de 1925, achetée par Hervé Ogliastro, pour ensuite l'exposer au CIA en hommage à la marque disparue. Le musée ferme après de deux ans d'exploitation.
En 1989, il cofonde l'Association pour la Création du Parc d'Histoire Technique (ACPHT), dont il est le vice-président, qui organise des rencontres nationales entre collectionneurs de véhicules anciens.
Entre 1995 et 1996, la Carrosserie Lecoq réalise une série limitée, la Renault Twingo Lecoq, produite à moins de cinquante exemplaires dont les jantes BBS reçoivent le logo Lecoq en leur centre, et un monogramme Lecoq trouve sa place au bas des ailes avant.
En 2009, André Lecoq est invité au Concours d'Élégance de Pebble Beach en Californie en tant que juge de classe, l'année même où le Grand Gagnant "Best of show" du concours d'élégance est une... Horch 853 Voll & Ruhrbeck Sport Cabriolet de 1937.

## Le Château de Béthencourt
49° 20′ 53″ nord, 2° 28′ 39″ est

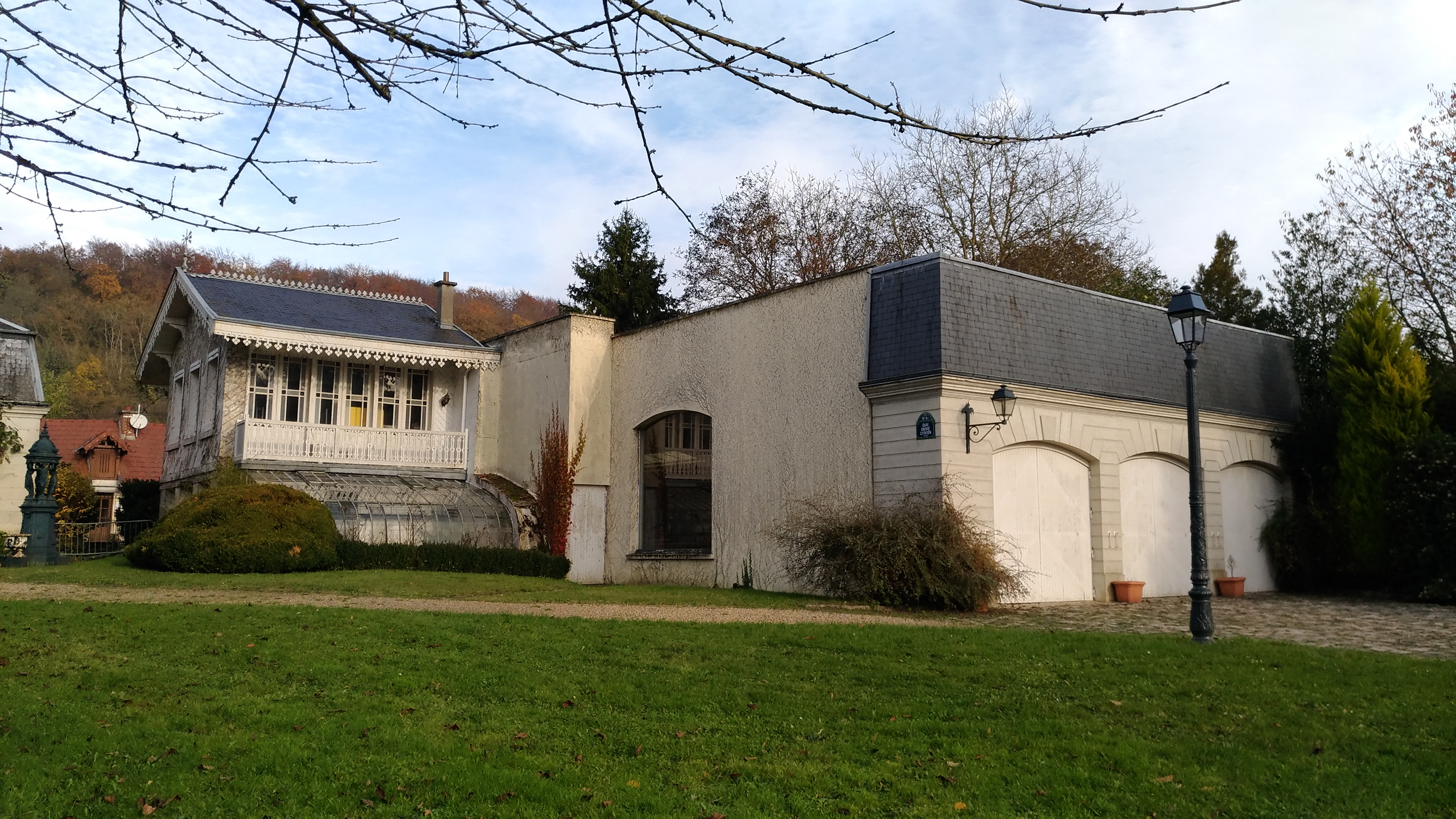
La salle des Glaces.

En 1980, André Lecoq et son épouse achètent le « Domaine de Béthencourt », d’une superficie de 3,3 hectares, situé à Bailleval, dans l'Oise. Alors qu’il réside à Neuilly-sur-Seine (Hauts-de-Seine), il se rend à son château de Bailleval pour conduire ses véhicules de collection. C'est là qu'il a construit deux dépendances, dont une de 350 m2 couverte nommée « La salle des Glaces », où il exposait sa collection de voitures anciennes, ses médailles et trophées acquis lors de concours d'élégance. Autour de la demeure principale, un circuit permet la présentation des voitures comme lors des concours qu'il affectionnait, et une allée fait le tour du parc en passant près des étangs.
En 2009, le couple Lecoq lègue son château à la municipalité de Bailleval, où le maire Olivier Ferreira a décidé, suivant les deniers vœux d'André Lecoq, d'en faire un lieu culturel. Le 18 décembre 2012, André Lecoq est inhumé au cimetière de la commune aux côtés de son épouse décédée deux ans plus tôt.
En 2017, la commune de Bailleval renomme l'ensemble « Domaine André Lecoq ».

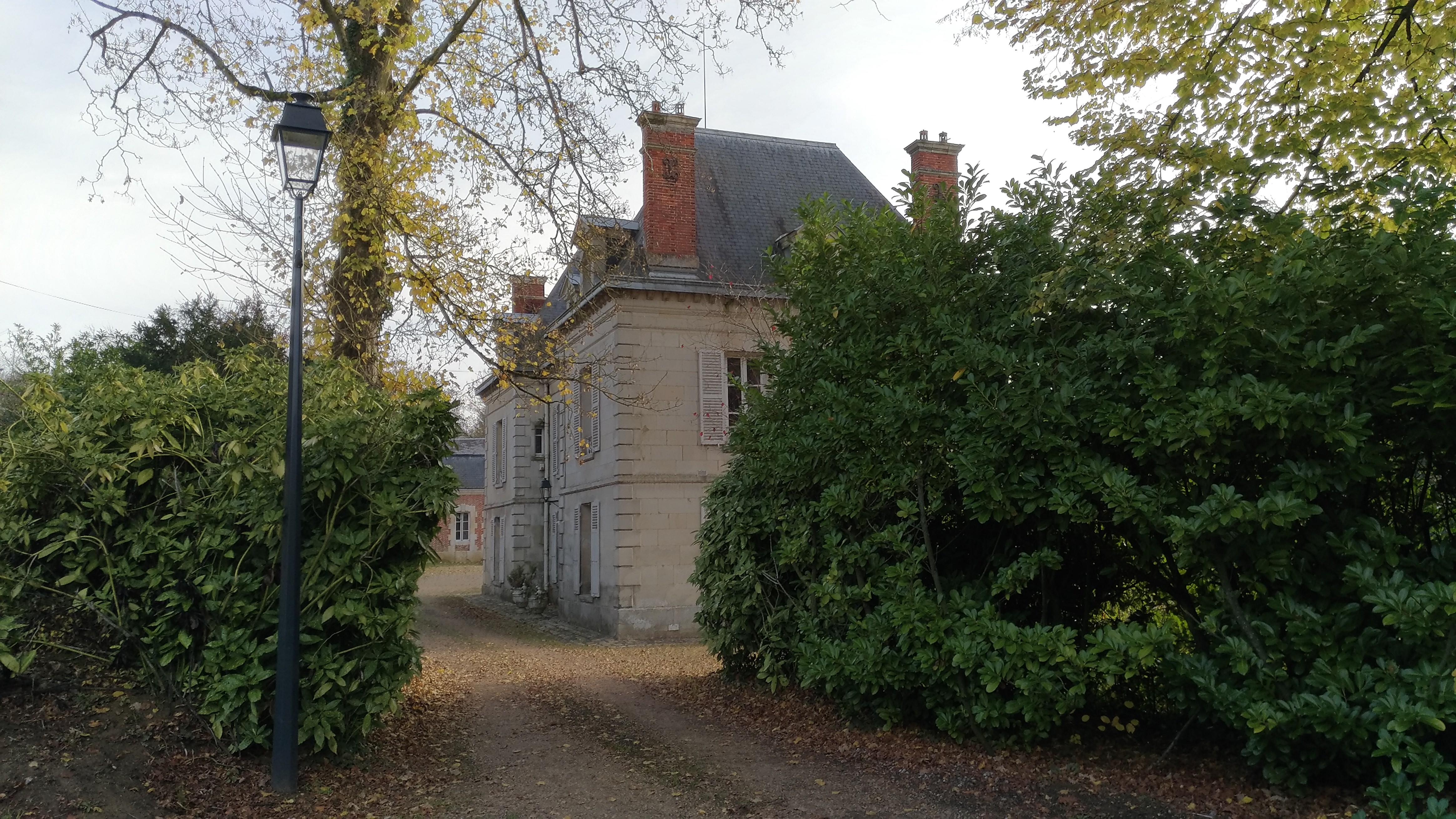
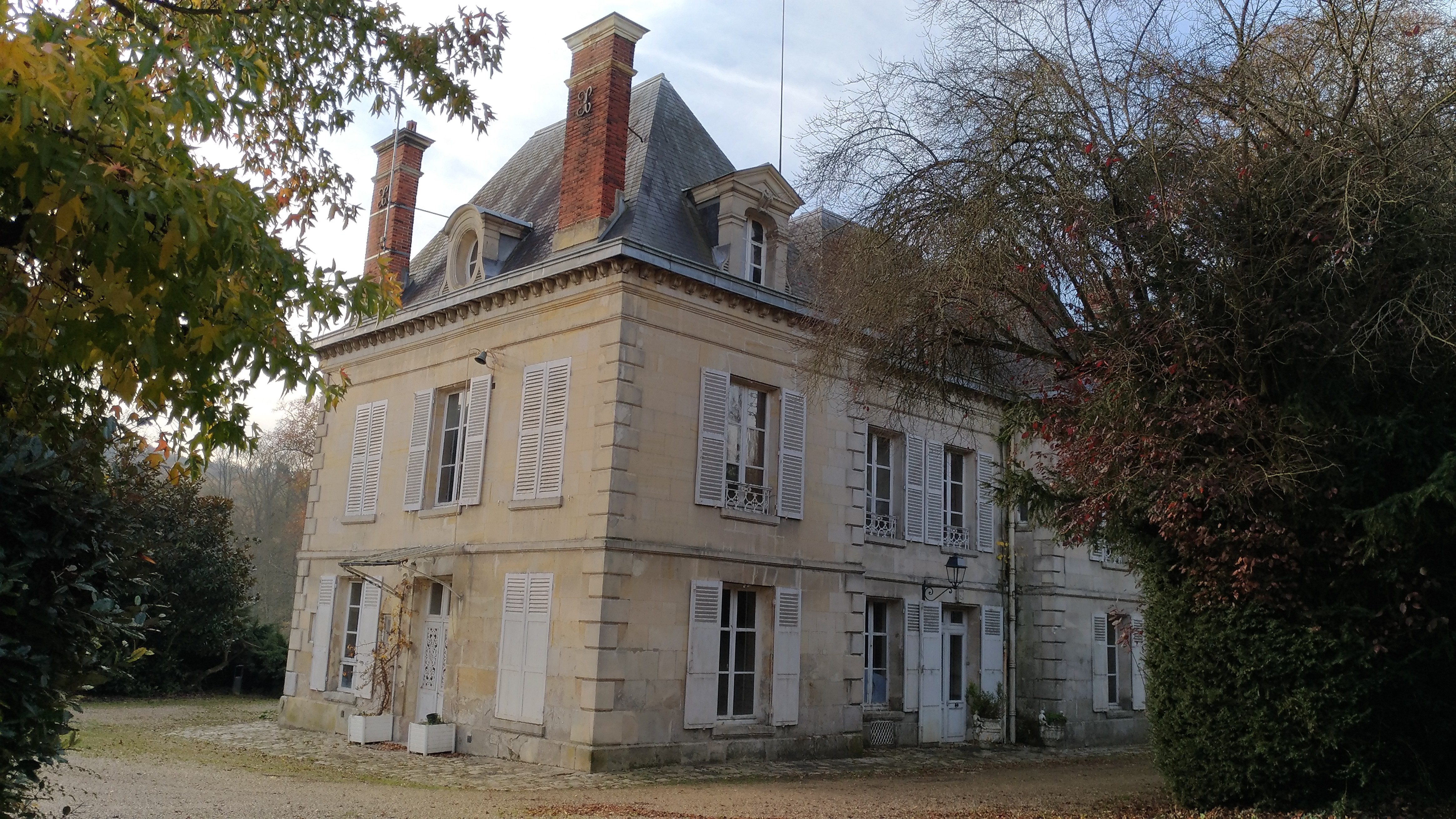
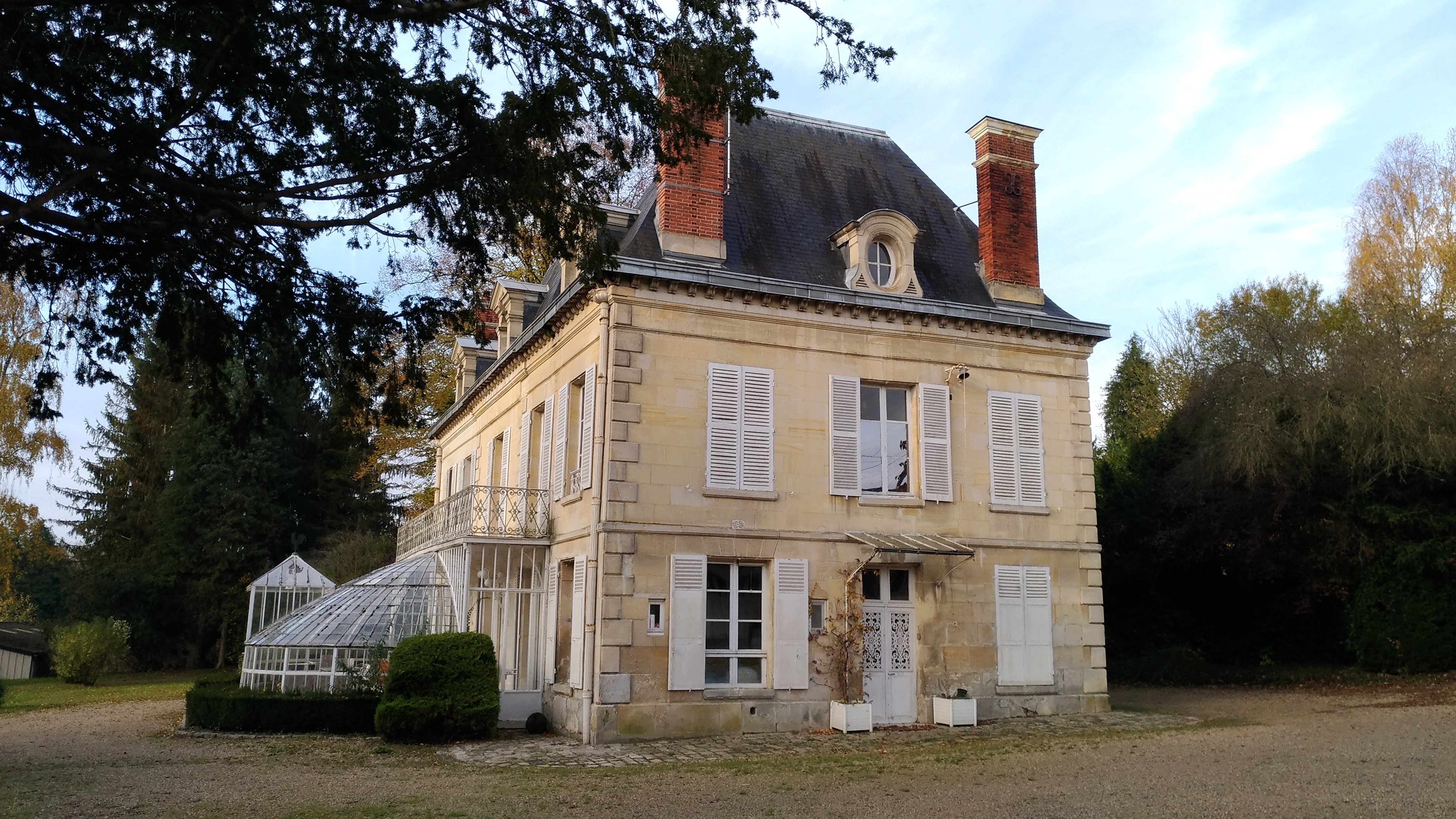
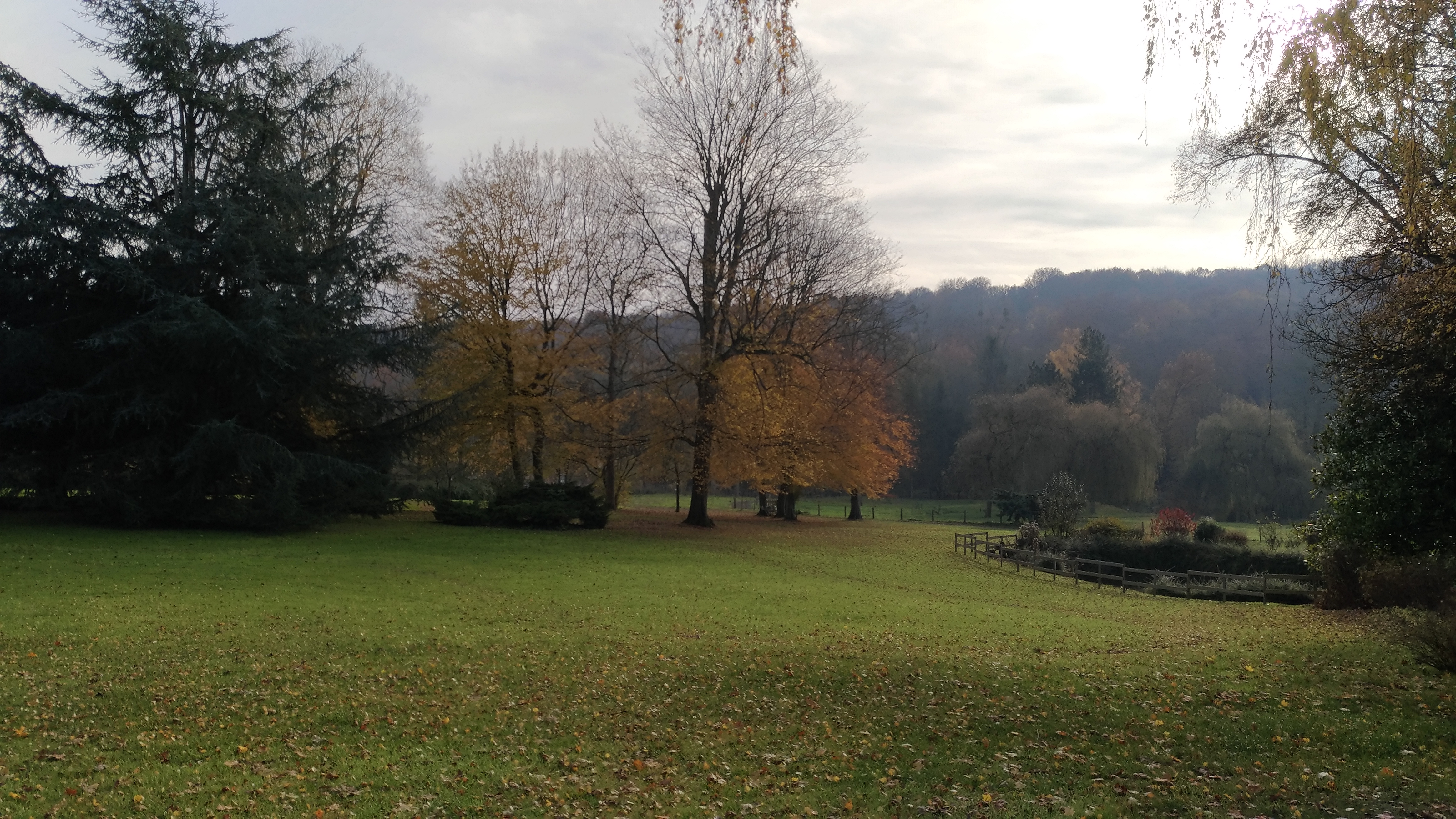

Domaine André Lecoq à Béthencourt
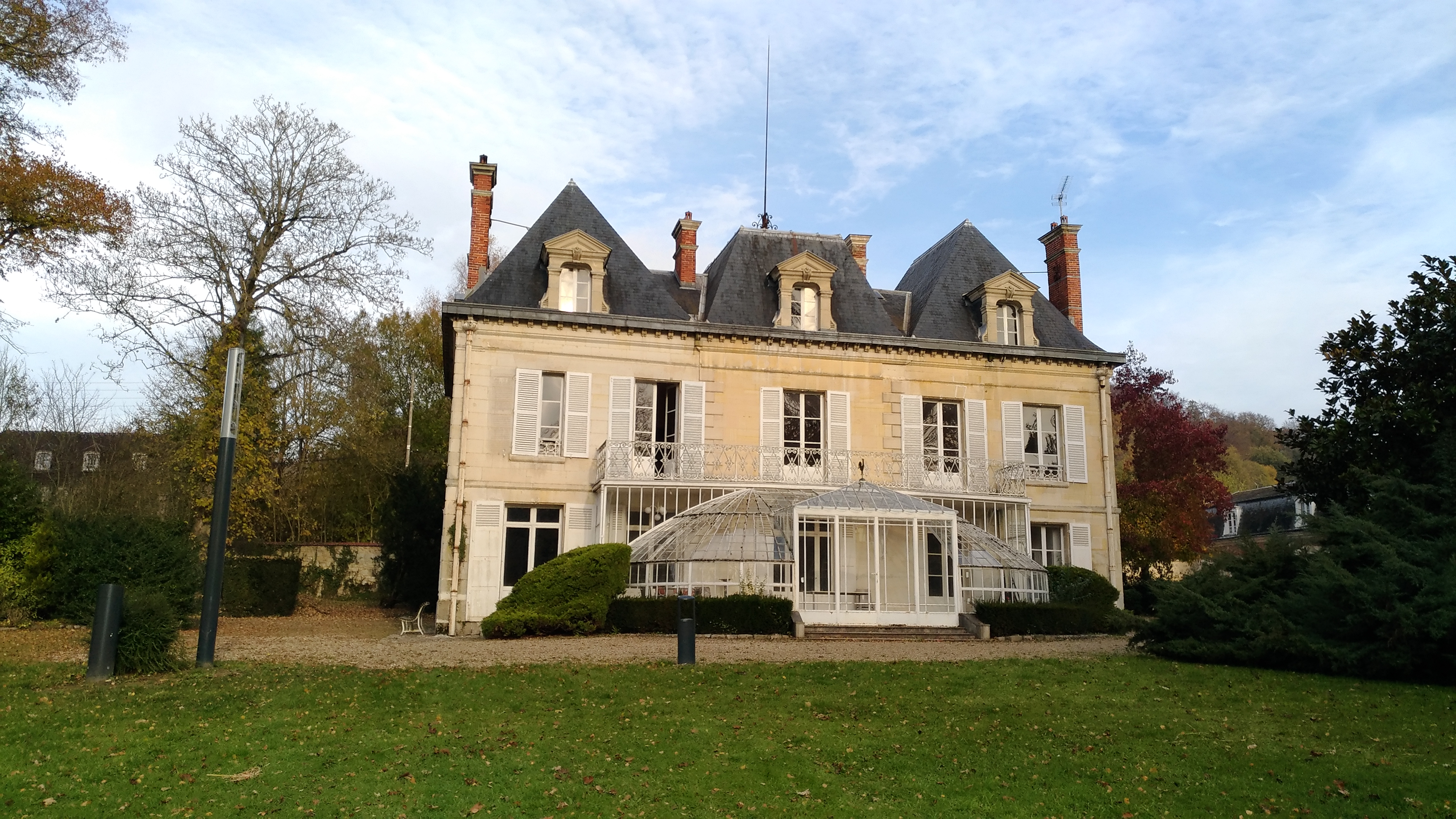
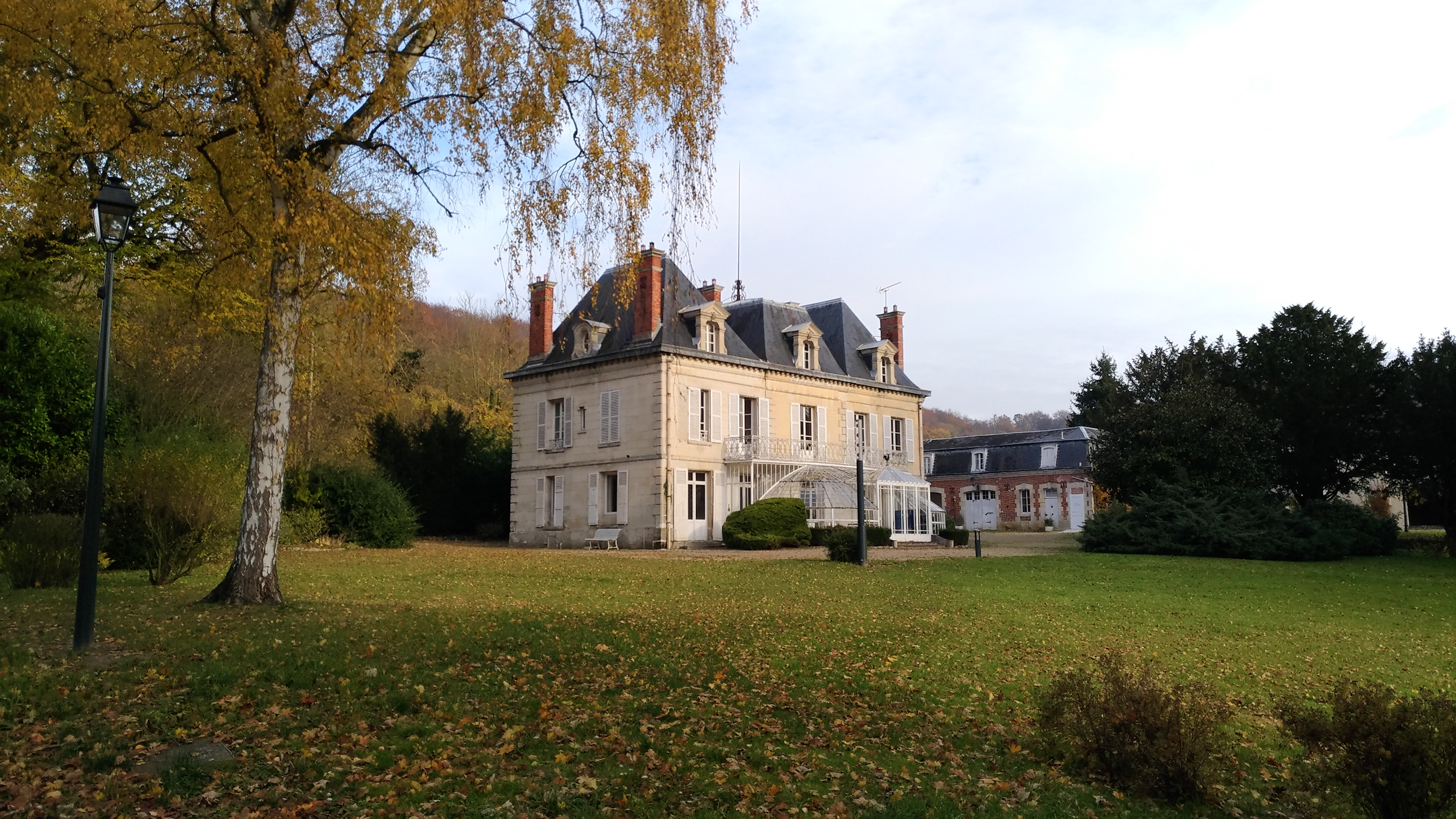
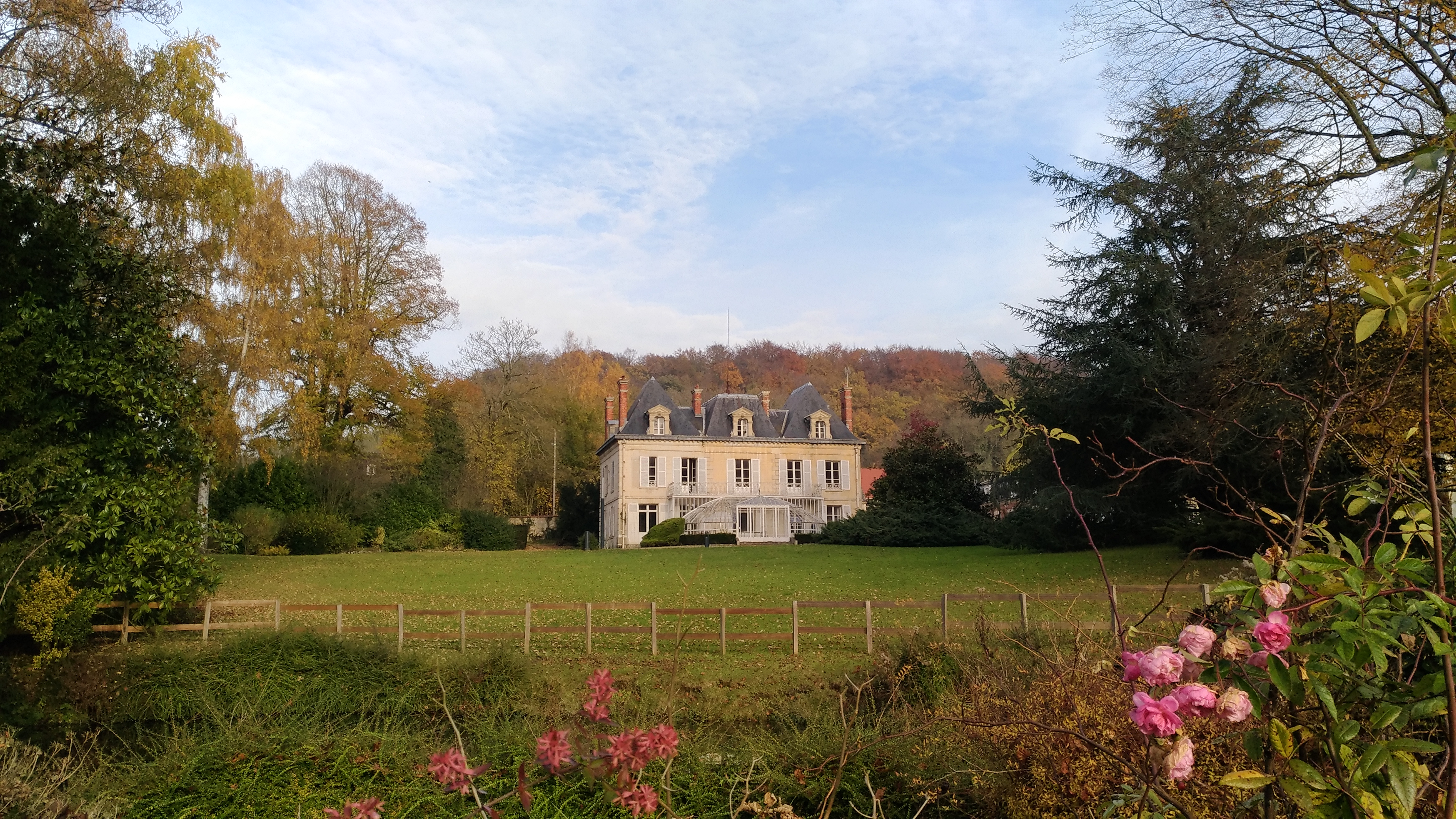
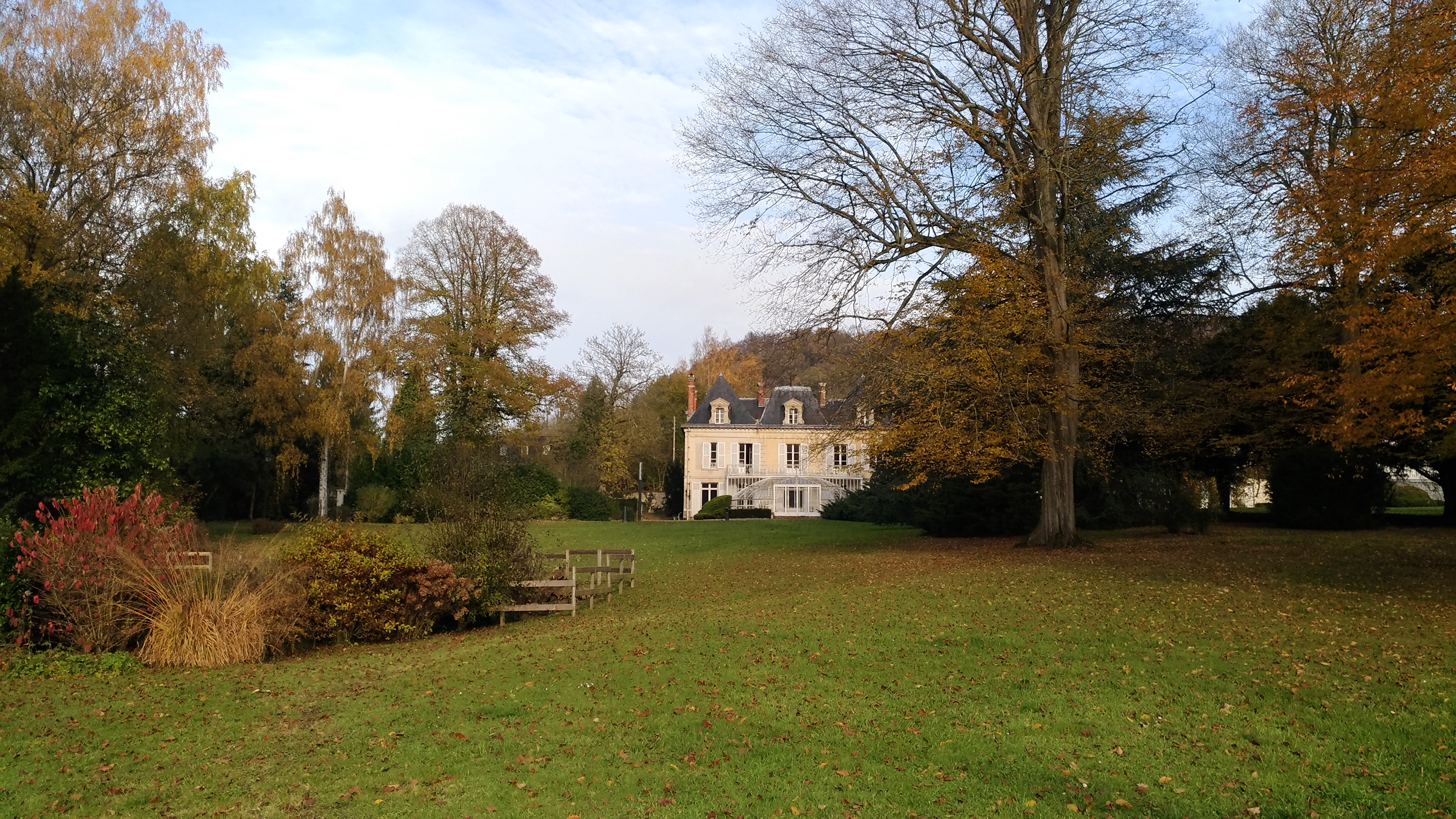